# 張藝馨
張藝馨（英語：Chang Karen Ngai Hing，1996年9月9日—），香港女子劍擊運動員。

## 簡歷
張藝馨早年就讀寶血小學和拔萃女書院。自10歲開始學劍擊，初期主攻花劍，其後轉練佩劍。2010年，她在全國兒童劍擊賽奪得女子佩劍亞軍，2012年又在亞青賽獲女子佩劍個人季軍及團體冠軍，一年後更在泰國舉行的亞青賽包攬3金1銅。
2013年4月，張藝馨在克羅地亞舉行的世界青少年劍擊錦標賽中，贏得17歲以下組女子佩劍個人賽金牌，為香港歷來首位劍擊世青冠軍。
2014年9月，張藝馨代表中國香港參加南韓仁川舉行的亞運會劍擊比賽，與歐倩瑩、林衍蕙和何笑妍合作贏得女子佩劍團體賽銅牌。

## 個人榮譽
- 香港傑出運動員選舉

「香港傑出青少年運動員」（2013年）